# Tombense FC
Tombense Futebol Clube – brazylijski klub piłkarski z siedzibą w mieście Tombos.

## Historia
Klub został założony 7 września 1914 i pozostawał klubem amatorskim do 1999 roku, kiedy to uzyskał status profesjonalny. W sezonie 1999 klub po raz pierwszy wziął udział w rozgrywkach ligi stanu Minas Gerais – Campeonato Mineiro. W 2013 roku awansował na szczebel krajowy i w sezonie 2014 wystartował w rozgrywkach Série D, z których wywalczył awans do Série C. Następnie, w sezonie 2021 awansował do Série B.

## Sukcesy
- Série D
  - zwycięstwo (1): 2014

## Udział w rozgrywkach ligowych na szczeblu krajowym
| Sezon | Liga    | Poziom | Miejsce    |
| ----- | ------- | ------ | ---------- |
| 2014  | Série D | IV     | 1.         |
| 2015  | Série C | III    | 15.        |
| 2016  | Série C | III    | 9.         |
| 2017  | Série C | III    | 6.         |
| 2018  | Série C | III    | 11.        |
| 2019  | Série C | III    | 14.        |
| 2020  | Série C | III    | 9.         |
| 2021  | Série C | III    | 2. (awans) |
| 2022  | Série B | II     | 15.        |
| 2023  | Série B | II     |            |

## Reprezentanci kraju grający w klubie
- Adriano Garça
- Fernando dos Santos
- Keylon Batiz
- Fabio Caballero